# Jiřina Veselská
Mgr. Jiřina Veselská rozená Rousová (* 12. října 1943 v Petrovicích u Třebíče) je česká etnografka, muzejní pracovnice, vysokoškolská pedagožka, čestná členka České národopisné společnosti, nositelka ocenění ministra kultury ČR Artis Bohemiae Amicis; v roce 2012 jí byla udělena Čestná cena pěti rudých růží Českou národopisnou společností za realizaci projektu Zpřístupnění bibliografií národopisných časopisů.

## Životopis
Absolvovala Univerzitu Jana Evangelisty Purkyně v Brně obor etnografie. Předmětem její diplomové práce bylo lidové stavitelství na Třebíčsku a Velkomeziříčsku.
V letech 1968 – 1996 pracovala v Okresním vlastivědném muzeu ve Frýdku - Místku (dnes  Muzeum Beskyd Frýdek - Místek, p.o ) na postu kurátorky sbírek, posléze dělala vedoucí oddělení společenských věd a v roce 1991 se stala náměstkyní ředitele pro odbornou činnost.
V období 1966 – 1968 a 1996 – 2006 byla zaměstnána ve Valašském muzeu v přírodě v Rožnově pod Radhoštěm ; od roku 1996 ve funkci náměstkyně ředitele. V roce 2006 se stala předsedkyní Rady starších – poradního orgánu ředitele Valašského muzea v přírodě. Externě přednášela etnografii na Slezské univerzitě v Opavě, Ústav historie a muzeologie od roku 1996 do roku 2009.

## Dílo
V průběhu své odborné etnografické kariéry se věnovala řadě různých témat, které publikovala v monografiích a v regionálních časopisech, např. ve sborníku Práce a studie Okresního vlastivědného muzea ve Frýdku - Místku či časopisu Těšínsko a časopisu Valašsko.
O sakrální architektuře psala v publikacích Dřevěné kostely v okolí Frýdku - Místku (Frýdek - Místek 1967) a Dřevěné kostely v Beskydech a Podbeskydí (Frýdek - Místek 1994). Zabývala se výzkumem rukodělné výroby a řezbářství. Iniciovala v Okresním vlastivědném muzeu ve Frýdku - Místku v roce 1992 Trienále neprofesionálních řezbářů Beskyd a Podbeskydí a v roce 1996 první ročník setkání neprofesionálních řezbářů ve Valašském muzeu v přírodě v Rožnově pod Radhoštěm s názvem Hejův nožík.
K 80. výročí založení Valašského muzea v přírodě napsala s kolektivem publikaci Valašské muzeum v přírodě v Rožnově pod Radhoštěm 1925 - 2005 (Rožnov pod Radhoštěm 2005).
Je spoluautorkou výkladového slovníku Tradiční mluva podhůří Beskyd. Údolí řeky Morávky a Mohelnice. (Raškovice 2012, autoři: Jiřina Veselská, Marie Zemanová, Richard Pastorek) a publikace Tradiční pečivo (Praha 2004, autoři : Jiřina Veselská, Milena Habustová).
Důležitou a velmi ceněnou prací Jiřiny Veselské je sepsání řady bibliografií. Bibliografie časopisu Těšínsko 1975 - 1984 (Frýdek - Místek 1985), Bibliografie historicko vlastivědné literatury okresu Frýdek - Místek do roku 1945 (Frýdek - Místek 1990), Bibliografie Národopisného věstníku a dalších periodik Národopisné společnosti (Praha 2013).
Další okruhy práce Jiřiny Veselské jsou lidová architektura a stavitelství , dokumentace lidové kultury, realizace výzkumných a dokumentačních etnografických úkolů. Podílela se na přípravě projektu Muzeum v přírodě a lidová kultura v nových formách prezentace kulturního dědictví, který byl podpořen grantem z Norska prostřednictvím Norského finančního mechanismu a byl realizován v letech 2007 – 2011.